# Processiepark (Handel)

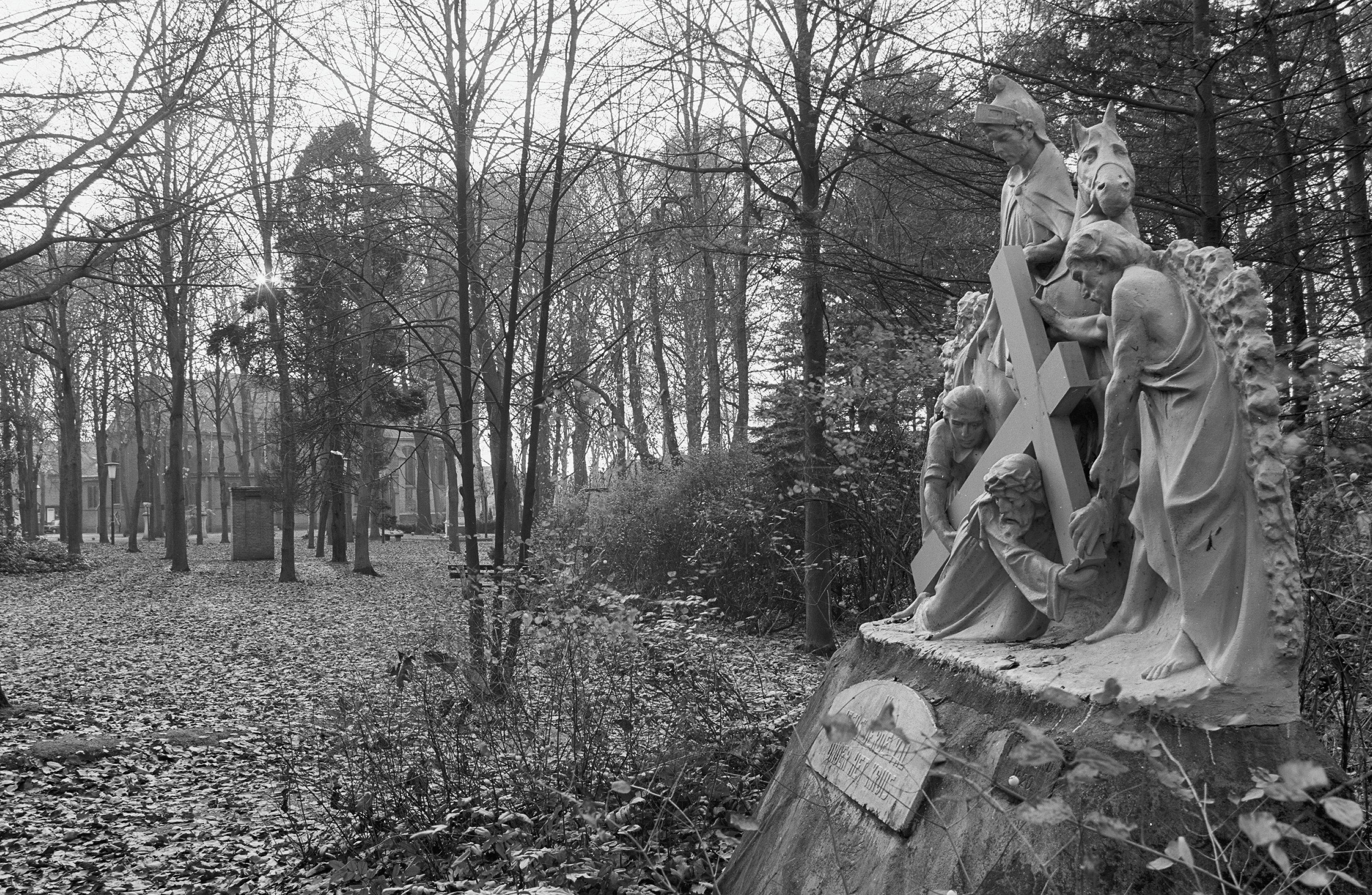
Detailopname van het park, op de achtergrond de kerk.

Het processiepark van Handel is een vroeg 20e-eeuws processiepark achter de Onze-Lieve-Vrouw-Tenhemelopnemingskerk in de Nederlandse plaats Handel, in de provincie Noord-Brabant.

## Achtergrond
Handel is zeker sinds de 14e eeuw een bedevaartsoord. De door de Duitse Orde gebouwde kapel, voorloper van de huidige kerk, werd in 1459 verheven tot rectoraat. In de 18e eeuw kwam de Handelse Processie op gang, een jaarlijkse bedevaart vanuit Valkenswaard naar Onze-Lieve-Vrouwe van Handel, een genadebeeld in de Handelse kerk. Rector Johannes van de Laarschot (1838-1916) liet begin 20e eeuw een nieuwe kerktoren bouwen en de kerk aan de oostzijde uitbouwen met zijbeuken. Ook liet hij de kapelletjes langs de Kèskesdijk opknappen. Hij nam in 1904 het initiatief voor de aanleg van een processiepark achter de kerk, dat naar zijn mening de bedevaart zou bevorderen. Hij kreeg toestemming op voorwaarde dat het de kerk geen geld zou kosten. Hij kreeg het benodigd geld door giften bijeen.

## Beschrijving
Het processiepark heeft een rechthoekige aanleg, met kenmerken van een Engelse tuin, en is bijna helemaal omgeven door een houtwal. Twee knielende engelen op pijlers markeren de ingang, met daarachter een rechte as die het park inloopt. De beplanting van het park bestaat uit onder meer rododendrons, eiken, rode beuk en naaldbomen.

### Rozenkransweg en Kruisweg
In de buitenring van het processiepark werd de Rozenkransweg aangelegd, waarlangs tussen 1906 en 1910 vijftien neogotische kapellen met scènes uit het leven van Maria werden geplaatst. De kapelletjes zijn gemaakt in het atelier van J. Niklaus-Bochaert. Ter gelegenheid van het zilveren jubileum van rector Van de Laarschot in 1908 werd hem de Benedictiekapel aangeboden. De kapel werd geplaatst te midden van de rozenkranskapellen.
In de binnenring werd een slingerende kruisweg aangelegd. De veertien staties werden 1918-1919 gemaakt in kunststeen door de Firma Van Balgooy uit Nijmegen. Na de Tweede Wereldoorlog werd ter vervanging een drietal staties gemaakt door beeldhouwer Manus Evers.

### Andere elementen in het processiepark
Lang voor het park werd aangelegd, was er op dit terrein al sprake van een heilige bron of heilig putje, waarvan het water geneeskrachtige werking zou hebben. In 1594 wordt melding gemaakt van een reparatie van de fontein en een pijpleiding in opdracht van rector Albertus Strijbos.  In 1919 kreeg de bron een neogotische opbouw, waarin een engel van kunststeen is geplaatst die werd uitgevoerd de firma Van Balgooy. 
Ter gelegenheid van het 700-jarig jubileum van de Handelse bedevaart werd in 1920 door de bewoners van Tilburg een reliëf aangeboden met een voorstelling van de bruiloft te Kana. Het is vooraan in het park geplaatst, aan de rechterzijde van de hoofdas. Achter het reliëf werd in de jaren 30 een kleine begraafplaats aangelegd.
In de directe nabijheid van het heilig putje, aan de linkerkant van de centrale as, werd in 1946 een openluchtaltaar gebouwd om Maria te bedanken voor bescherming tijdens de oorlogsjaren. Het altaar is een ontwerp van Jos. Bedaux, op de zijwanden van het altaar zijn aan weerszijden reliëfs geplaatst van mannen en vrouwen die Maria aanbidden, gemaakt door Charles Eyck. Het openluchtaltaar, de muziekkiosk en een aantal op zichzelf staande sculpturen valt niet onder de bescherming.

## Foto's

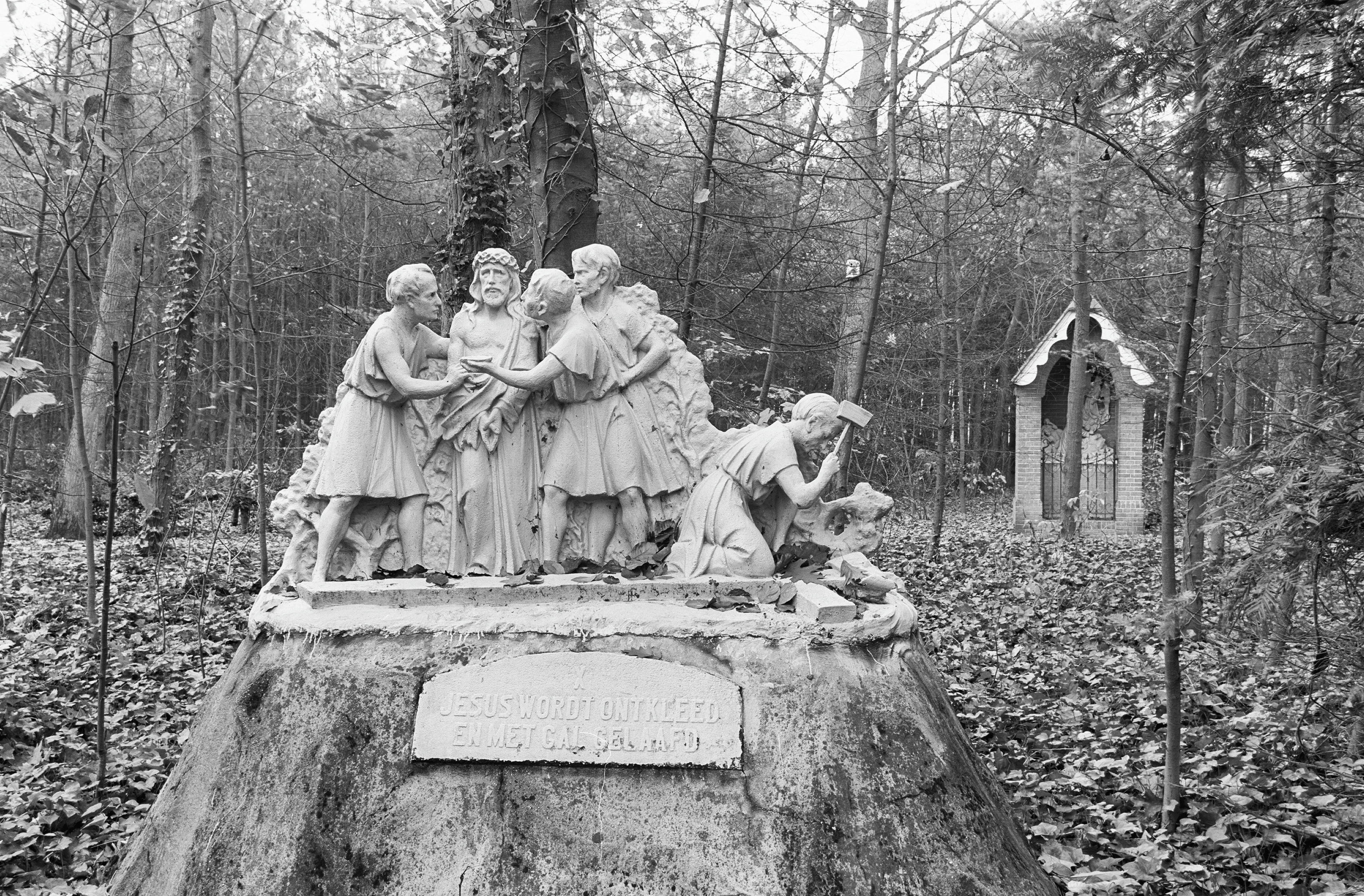
Op de voorgrond een onderdeel van de Kruisweg, op de achtergrond van de Rozenkransweg.
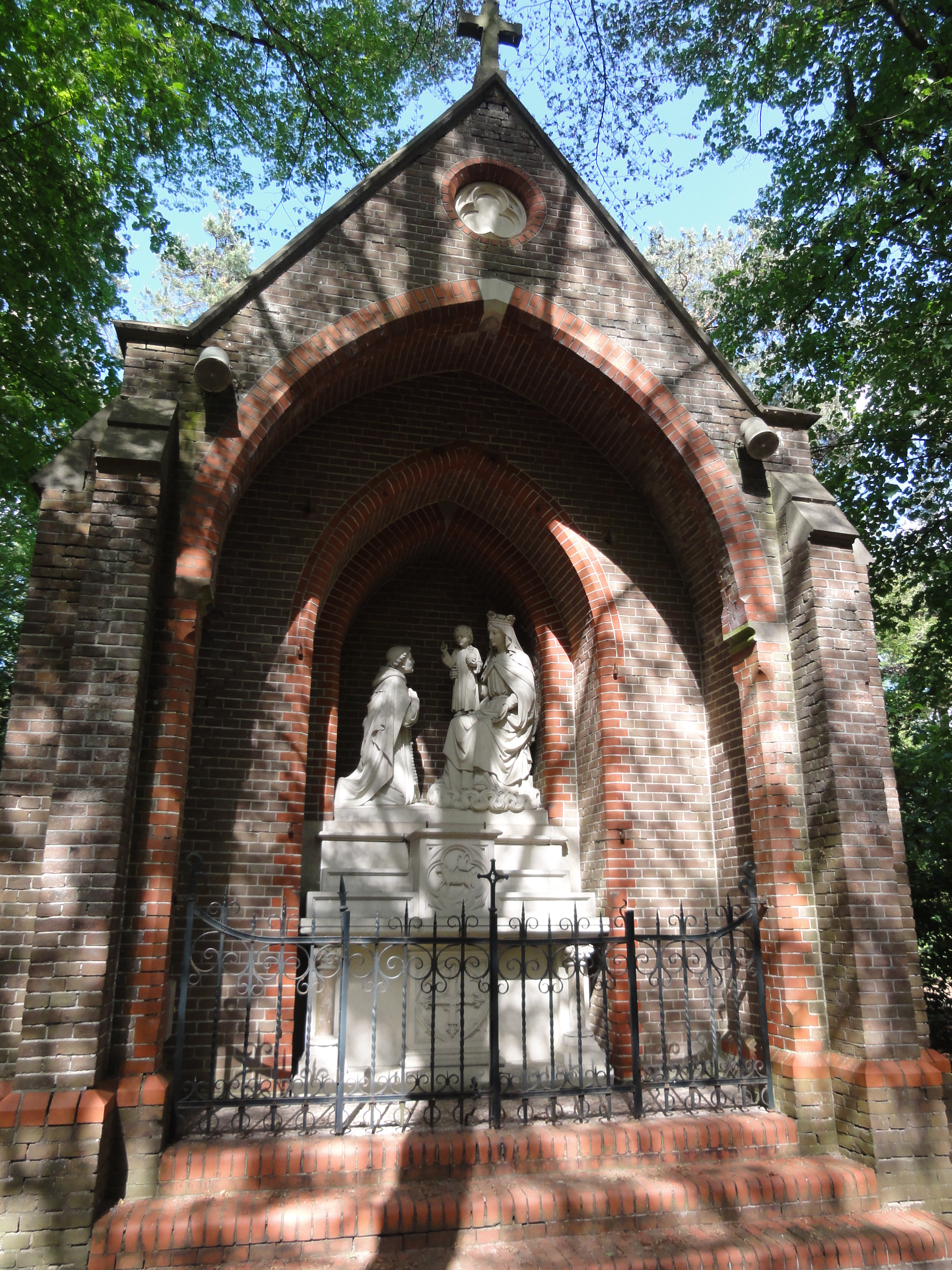
De Benedictiekapel (1908-1909).
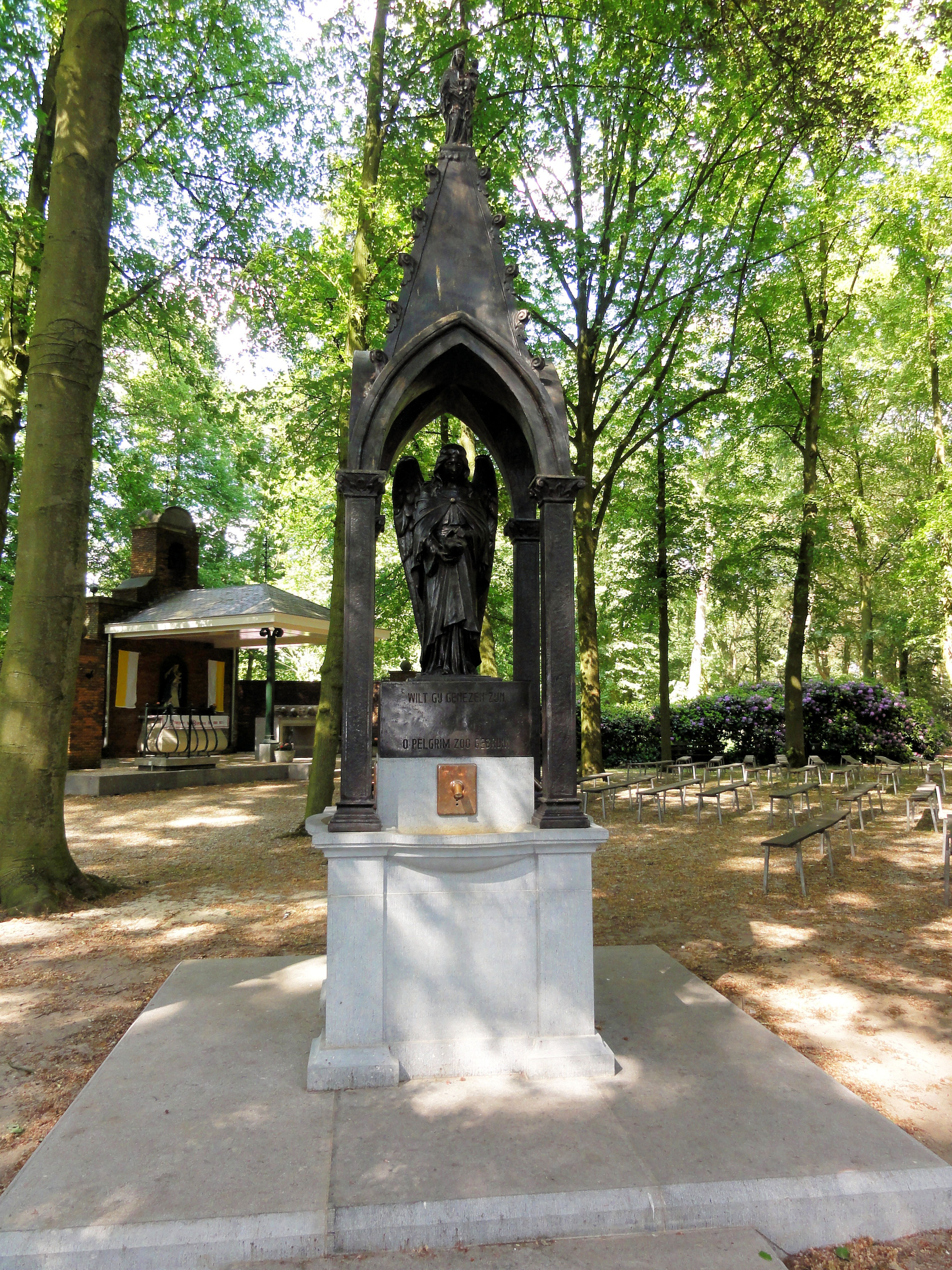
Het heilig putje (1919).
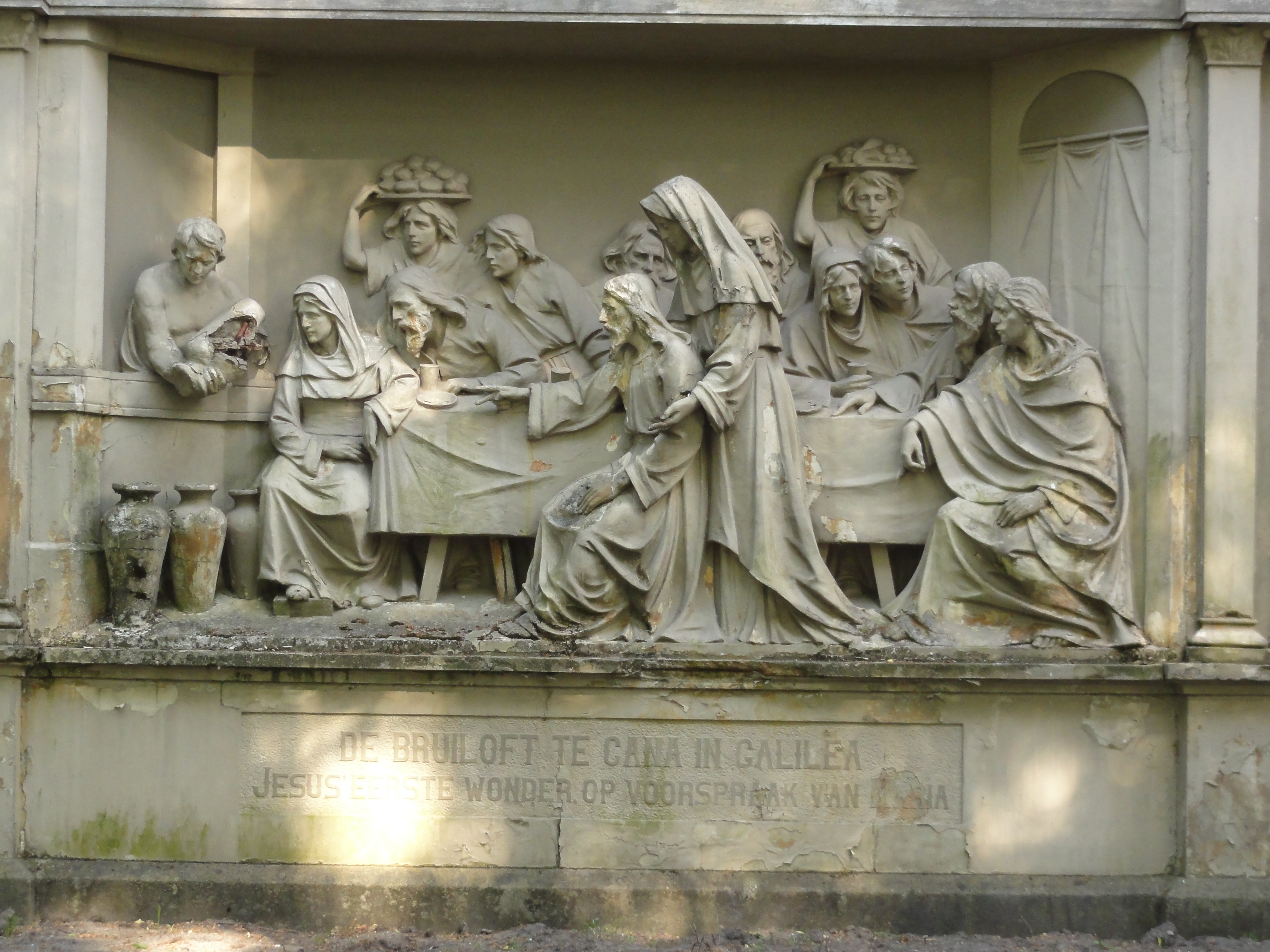
Reliëf van de bruiloft in Kana (1920).
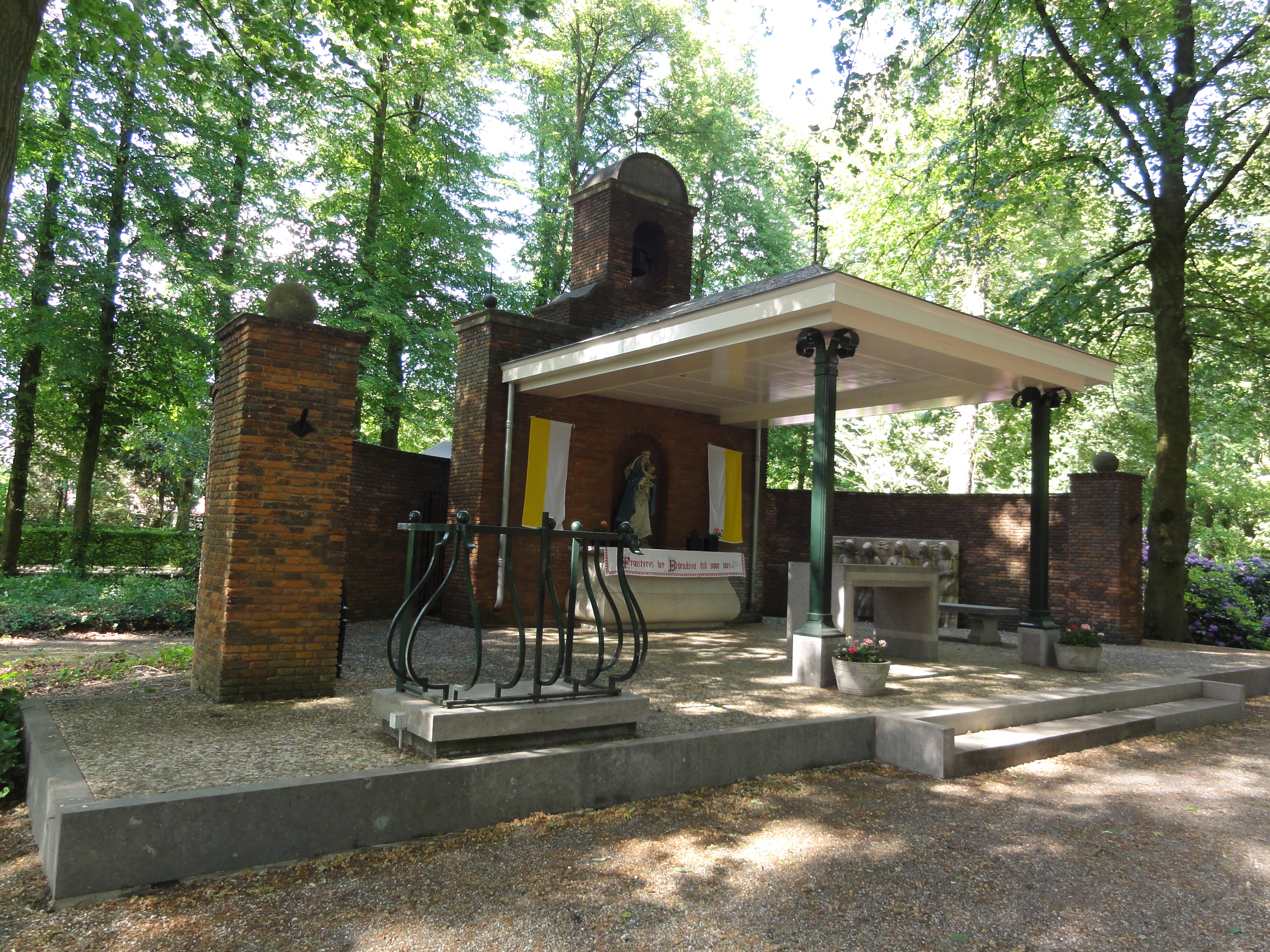
Het openluchtaltaar (1946).

## Waardering
Het processiepark-complex en de aanleg daarvan werden in 2001 als rijksmonument in het Monumentenregister opgenomen, ze hebben "cultuurhistorisch belang als uitdrukking van een geestelijke ontwikkeling en als toonbeeld van de Mariadevotie in Noord-Brabant" en zijn van typologisch belang als (onderdeel van) een processiepark uit de vroege twintigste eeuw." Ze hebben "ensemblewaarden vanwege de situering en de samenhang met het kerkgebouw en de relatie met de ontwikkeling van Handel als bedevaartsoord en kloosternederzetting."
Andere rijksmonumenten in het processiepark-complex zijn
- de Rozenkransweg met Benedictiekapel
- de Kruisweg en de sculptuur van Jezus in de Hof van Olijven
- het Heilig putje[8]
- het reliëf van de bruiloft in Kana[9]